# Makiwara
Il Makiwara 巻き藁 (dal giapponese 巻き"maku", rotolo, avvolto o legato con una corda, e 藁 "wara", paglia) è un attrezzo comunemente impiegato sin dall'antichità nell'istruzione delle arti marziali, anche per l'addestramento delle forze armate dell'Estremo Oriente.
Sostanzialmente, è composto da una solida tavola di faggio laminato o da un sostegno verticale posto all'altezza del torace e saldamente infisso nel terreno. La sommità del sostegno è di solito avvolta con corde. Durante l'addestramento, rappresenta la superficie da colpire con pugni e calci per allenare gli arti al combattimento e sviluppare anche potenza e velocità nelle tecniche di attacco.
Il valore fondamentale del makiwara risiede nel fatto che esso insegna all'allievo ad attaccare con forza e nello stesso tempo a ritrarre rapidamente il pugno o la gamba, prima che la spinta di ritorno del sostegno possa danneggiarlo in qualche modo.
È un addestramento utile, in quanto insegna a non allungare troppo in fuori un arto, che altrimenti potrebbe essere afferrato o colpito dal suo avversario.
Nel 1908, Anko Itosu ha inviato una lettera al Dipartimento Istruzione della Prefettura. In quella lettera c'era il suo progetto che ha consentito di introdurre il suo karate in tutte le scuole di Okinawa.  Il quarto punto della sua lettera sottolinea l'importanza del makiwara nella pratica del suo karate. Itosu ha scritto: